# Ouija

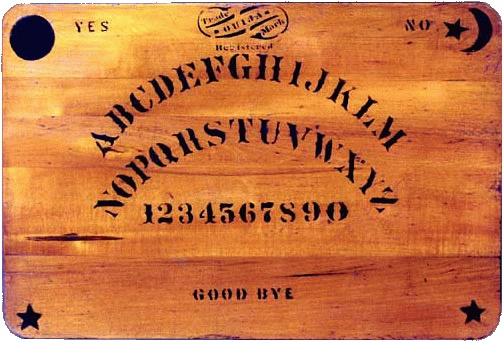
Placa Ouija originală creată în 1891

Placa Ouija (sau  Placa Spiritelor sau placa/planșeta „vorbitoare”) este o placă plană marcată cu literele alfabetului, numerele 0-9, cuvintele „DA”, „NU”, „salut” (ocazional) și „la revedere”, împreună cu diverse simboluri și elemente grafice. Această placă folosește o planșetă (o piesă mică din lemn în formă de inimă) sau un indicator mobil pentru a indica mesajul unui așa-zis spirit pe placă în timpul unei ședințe de spiritism. Participanții pun degetele pe planșetă și aceasta este mișcată deasupra plăcii pentru a se crea cuvinte ca și cum ar fi un mesaj din partea unui spirit. Termenul „Ouija” este folosit generic pentru a se referi la orice tip de placă vorbitoare.
Ouija este folosită în special de cineva pentru a vorbi cu cineva care a murit. 
Primele referiri la metode de scriere automatică provin din China anilor 1100, în timpul dinastiei Song. Metoda era cunoscută ca fuji (扶乩), „planșeta de scris”.
La sfârșitul secolului al XIX-lea, planșetele au fost vândute la scară largă ca o noutate. Oamenii de afaceri Elijah Bond și Charles Kennard au avut ideea brevetării unei planșete vândută ca o placă pe care era imprimat alfabetul. Patentul a fost înregistrat la 28 mai 1890 la Oficiul de protecție al brevetelor și, astfel, a fost inventată prima placă Ouija. Data apariției brevetului a fost 10 februarie 1891 și a fost catalogată ca US Patent 446054. Bond era avocat și inventator, el inventând și alte obiecte în plus față de acest dispozitiv.

## Legături externe
Informații generale
- Museum Of Talking Boards
- The Official Website of William Fuld and home of the Ouija board
- World wide Ouija on Facebook
- Ouija Board Instructions Arhivat în 24 iunie 2014, la Wayback Machine.

Scepticism
- The Skeptics' Dictionary: Ouija
- An Encyclopedia of Claims, Frauds, and Hoaxes of the Occult and Supernatural
- How does a Ouija board work? Arhivat în 26 mai 2008, la Wayback Machine. from The Straight Dope

Mărci înregistrate și brevete de invenții
- (1): Trade-Mark Registration: "Ouija" (Trademark no. 18,919; 3 February 1891: Kennard Novelty Company)
- (2): "Ouija or Egyptian Luck Board" (patent no.446,054; 10 February 1891: Elijah J. Bond – assigned to Charles W. Kennard and William H. A. Maupin)
- (3): "Talking-Board" (patent no.462,819; 10 November 1891: Charles W. Kennard)